# Peperomia rinconensis
Peperomia rinconensis är en pepparväxtart som beskrevs av William Trelease. Peperomia rinconensis ingår i släktet peperomior, och familjen pepparväxter. Inga underarter finns listade i Catalogue of Life.